# Elliottinia
Elliottinia es un género de hongos de la familia Sclerotiniaceae. Es un género monotípico, su única especie es Elliottinia kerneri.